# Тужно (Александровський повіт)
Тужно (пол. Turzno) — село в Польщі, у гміні Рацьонжек Александровського повіту Куявсько-Поморського воєводства.
Населення — 266 осіб (2011).
У 1975-1998 роках село належало до Влоцлавського воєводства.

## Демографія
Демографічна структура станом на 31 березня 2011 року:
|          | Загалом | Допрацездатний вік | Працездатний вік | Постпрацездатний вік |
| -------- | ------- | ------------------ | ---------------- | -------------------- |
| Чоловіки | 133     | 41                 | 83               | 9                    |
| Жінки    | 133     | 29                 | 79               | 25                   |
| Разом    | 266     | 70                 | 162              | 34                   |